# Xã Naughton, Quận Burleigh, Bắc Dakota
Xã Naughton (tiếng Anh: Naughton Township) là một xã thuộc quận Burleigh, tiểu bang Bắc Dakota, Hoa Kỳ. Năm 2010, dân số của xã này là 158 người.